# Borsalino
Borsalino Giuseppe e Fratello è un'azienda manifatturiera italiana fondata nel 1857 con sede ad Alessandria. All'azienda si deve la creazione di numerosi modelli iconici di cappelli da uomo e da donna contraddistinti dal marchio Borsalino.
L'azienda è in procedura fallimentare dal 18 dicembre 2017; il marchio è utilizzato da una nuova società, la Haeres Equita, che ha preso in affitto il ramo d'azienda dal 2015 garantendo la prosecuzione dell'attività anche successivamente alla dichiarazione di fallimento. Nel luglio 2018 la Borsalino è stata acquisita all'asta fallimentare proprio dalla Haeres Equita.

## Storia

### Premesse
Con il trattato di Utrecht Alessandria passò dal Ducato di Milano al Regno di Sardegna. Nei decenni successivi assunse una nuova connotazione con una forte impronta di difesa militare. In questo nuovo assetto politico-militare, grazie alla sua posizione geografica, alla tradizionale vocazione commerciale si affiancarono la produzione agricola e quella manifatturiera.
Fino agli anni trenta dell’ottocento i cappellai alessandrini occupavano uno spazio modesto nel panorama artigianale alessandrino, non superando le ventiquattro realtà manifatturiere durante il periodo napoleonico. Tuttavia, rivestivano un ruolo importante relativamente alla ricchezza complessiva del territorio: nell'anno 1810 tra i sette più ricchi manifatturieri della città tre erano cappellai. Tra questi Luigi Bernabè, figlio di Giuseppe, che proseguì l'attività paterna e nel 1845 impiegava 45 operai. Tra gli operai di Bernabè lavorava Sebastiano Camagna, marito di Angela Bernabè, sorella di Luigi. Sebastiano deciderà di mettersi in proprio aprendo un cappellificio che ospiterà un giovane Giuseppe Borsalino alle prime esperienze di lavoro.

### Giuseppe e Teresio Borsalino

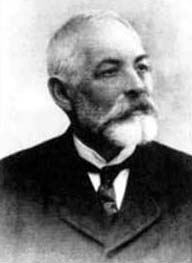
Giuseppe Borsalino, l'inventore dell'omonimo cappello.

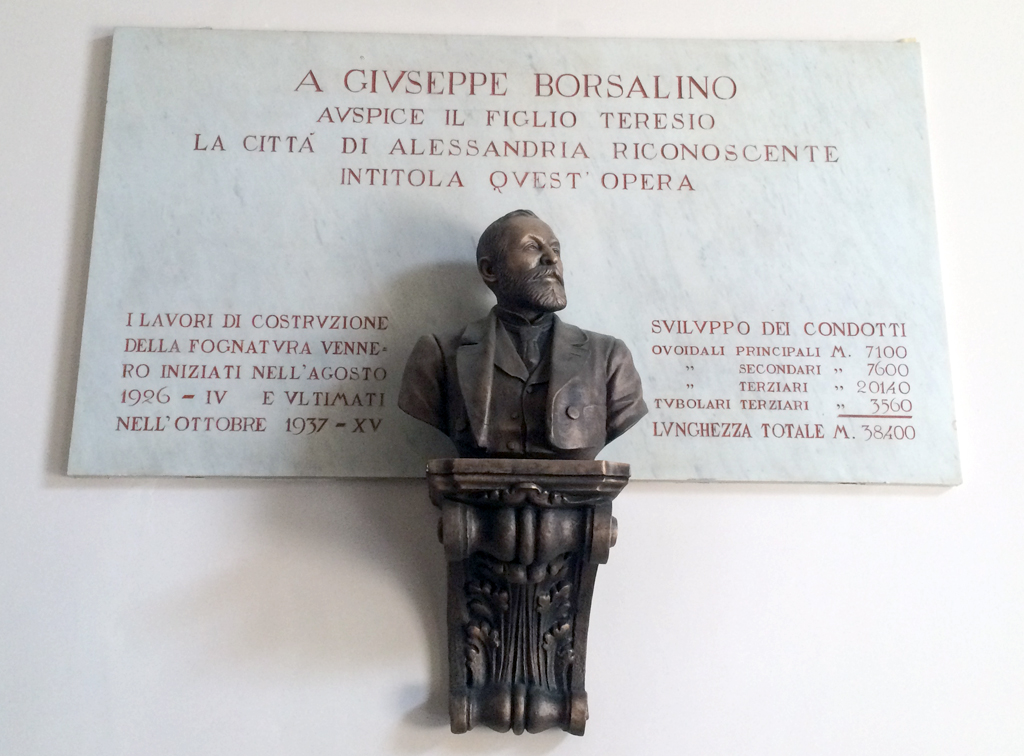
Lapide commemorativa a Giuseppe Borsalino per i lavori di costruzione della fognatura di Alessandria.

Il 4 aprile 1857 Giuseppe Borsalino avviò in via Schiavina ad Alessandria un laboratorio specializzato nella produzione di cappelli in feltro. Il laboratorio crebbe fino a diventare industria, e nel 1888 l'azienda si trasferì nella nuova manifattura di corso Cento Cannoni, progettata da Arnaldo Gardella.
La Borsalino produceva 2 500 cappelli al giorno, e il Grand Prix, un importante attestato di qualità vinto all'Esposition Universelle di Parigi del 1900, diffuse la fama del marchio in tutto il mondo.
La successione di Giuseppe Borsalino fu complicata: l'erede designato Teresio Borsalino venne osteggiato dal cugino Giovanni Battista, figlio di Lazzaro, fratello e socio di Giuseppe, che inaugurò una nuova fabbrica di cappelli utilizzando il nome di famiglia.
Borsalino Antica Casa e Borsalino Fu Lazzaro si fecero la guerra ingaggiando i migliori illustratori dell'epoca: Giorgio Muggiani, Gino Boccasile e Marcello Dudovich realizzarono manifesti che fecero la storia della pubblicità. Dopo anni di dure battaglie commerciali la spuntò Teresio e il nome Borsalino tornò ad essere uno solo.
Con rogito del 22 dicembre 1905 si costituì in Alessandria una nuova società denominata “Antica casa Borsalino Giuseppe e fratello Fabbrica di Cappelli in Alessandria fondata nel 1857” avente per scopo sociale l’acquisto e l’esercizio degli stabilimenti dell’Antica Casa Borsalino fondata nel 1857. Alla vigilia della prima guerra mondiale Borsalino produceva annualmente circa 2 000 000 di cappelli e dava impiego a oltre 2 500 dipendenti, rappresentando una notevole risorsa nell'economia della città piemontese. La produzione dei cappelli di qualità imponeva l'uso esclusivo di feltro di pelo di coniglio che influì positivamente sull'economia rurale che vide l'affermarsi di allevamenti domestici, in genere affidati alle donne e ai ragazzi.
All'estero il marchio si diffuse ovunque, conquistando i mercati più importanti: quello britannico e tradizionale della City londinese, con le bombette a marchio Borsalino, ma soprattutto quello statunitense, dove i cappelli prodotti ad Alessandria vennero adottati dallo starsystem hollywoodiano.
Nel 1939 la ditta aveva una produzione giornaliera di circa 3000 cappelli e quindi era retrocessa ai livelli del primo novecento. Il ridimensionamento coincise con l'inizio della caduta in disuso dei copricapi formali.

### Da Teresio Usuelli agli anni 2000
Alla morte di Teresio Borsalino, che guidò l’azienda dal 1900 al 1939, gli subentrò Teresio Usuelli, nipote di Rosa Borsalino, sorella di Giovanni. Quest’ultimo guidò l’azienda fino al 1979, quando gli succedette Vittorio Vaccarino, nipote di Paola Borsalino, sorella del senatore Teresio. Nei primi anni novanta la Borsalino fu acquistata dalle famiglie Gallo e Monticone di Asti e la produzione venne trasferita in un nuovo stabilimento a Spinetta Marengo. Nel 1997 fu acquistato lo storico cappellificio Sabino d’Oria e figli di Lecce e costituita la Borsalino Sud. Nel 1998 venne costituita la Borsalino America Inc. e nel 2007 la Borsalino Japan.
Nonostante i cambi di proprietà, la situazione andò via via peggiorando; neppure il tentativo di utilizzo del marchio in altri settori, come profumi, occhiali, abbigliamento, caschi, orologi e gioielli è riuscita a evitare la richiesta di concordato preventivo con la società coinvolta nel crac finanziario da 3 miliardi di euro dell'imprenditore Marco Marenco.
La procedura è stata poi trasformata nel 2016 in "concordato in continuità" e l'azienda viene da allora gestita da Haeres Equita, fondo partecipato da investitori italiani e stranieri con presidente esecutivo l'imprenditore italo-svizzero Philippe Camperio.
Nel 2017, in occasione del 160º anniversario aziendale, il Ministero dello Sviluppo Economico ha riconosciuto Borsalino tra le Eccellenze del sistema produttivo, dedicandole un francobollo del valore di 0,95 €.
Il 18 dicembre 2017 il Tribunale fallimentare di Alessandria ha respinto una seconda richiesta di concordato preventivo e ha decretato il fallimento della Borsalino Giuseppe e Fratello Spa.
Haeres Equita, titolare di un contratto d'affitto di ramo d'azienda, garantisce la continuità delle attività per ciò che riguarda produzione, promozione e distribuzione delle collezioni Borsalino, mantenendo la manifattura e i dipendenti ad Alessandria. Il 12 luglio 2018, all'asta guidata dai curatori fallimentari, Haeres Equita si è aggiudicata per 6,4 milioni di euro la Borsalino con lo stabilimento di Spinetta, 130 contratti di lavoro e i diritti delle nove boutique di vendita al dettaglio.

## La produzione
La manifattura Borsalino è rimasta negli anni fedele a un processo produttivo che, tramandato di generazione in generazione, rappresenta il valore culturale dell'azienda. I cappelli continuano a essere prodotti ad Alessandria coniugando prospettiva industriale e spirito artigianale. Per i modelli in feltro, creati a partire dalle fibre di pelo, sono necessari più di 50 passaggi manuali e 7 settimane di lavorazione; la realizzazione dei modelli in paglia, intrecciati manualmente, può richiedere fino a 6 mesi per ogni singolo cappello.

## Borsalino ed Alessandria
La dinastia imprenditoriale dei Borsalino contribuì alla realizzazione di importanti opere per la città di Alessandria, quali l'acquedotto, la rete fognaria, l'ospedale civile, il sanatorio e la casa di riposo. L'ex palazzina degli uffici della storica sede dell'azienda, in corso 100 Cannoni, ospita oggi l'Università degli Studi del Piemonte Orientale Amedeo Avogadro e il Museo del Cappello Borsalino.
Nel 2016 la regista indipendente Enrica Viola ha dedicato un documentario al rapporto fra Borsalino e Alessandria, Borsalino City, che è stato presentato ai festival cinematografici di Torino, Barcellona e Melbourne.

## Tavola genealogica di base dei cappellai alessandrini
|                |                |                |                |                |                |  |  |                   |                   |                   |                   |                   |                   |                 |                 | Giuseppe Bernabè *? †?        | Giuseppe Bernabè *? †?        | Giuseppe Bernabè *? †?        | Giuseppe Bernabè *? †?        | Giuseppe Bernabè *? †?        | Giuseppe Bernabè *? †?        |                       |                       | Maria Gatti *? †?        | Maria Gatti *? †?        | Maria Gatti *? †?        | Maria Gatti *? †?        | Maria Gatti *? †?        | Maria Gatti *? †?        |                             |                             |                             |                             |                             |                             |                               |                               |                               |                               |                               |                               |                              |                              |                              |                              |  |  |                              |                              |                              |                              |                              |                              |
|                |                |                |                |                |                |  |  |                   |                   |                   |                   |                   |                   |                 |                 | Giuseppe Bernabè *? †?        | Giuseppe Bernabè *? †?        | Giuseppe Bernabè *? †?        | Giuseppe Bernabè *? †?        | Giuseppe Bernabè *? †?        | Giuseppe Bernabè *? †?        |                       |                       | Maria Gatti *? †?        | Maria Gatti *? †?        | Maria Gatti *? †?        | Maria Gatti *? †?        | Maria Gatti *? †?        | Maria Gatti *? †?        |                             |                             |                             |                             |                             |                             |                               |                               |                               |                               |                               |                               |                              |                              |                              |                              |  |  |                              |                              |                              |                              |                              |                              |
|                |                |                |                |                |                |  |  |                   |                   |                   |                   |                   |                   |                 |                 |                               |                               |                               |                               |                               |                               |                       |                       |                          |                          |                          |                          |                          |                          |                             |                             |                             |                             |                             |                             |                               |                               |                               |                               |                               |                               |                              |                              |                              |                              |  |  |                              |                              |                              |                              |                              |                              |
|                |                |                |                |                |                |  |  |                   |                   |                   |                   |                   |                   |                 |                 |                               |                               |                               |                               |                               |                               |                       |                       |                          |                          |                          |                          |                          |                          |                             |                             |                             |                             |                             |                             |                               |                               |                               |                               |                               |                               |                              |                              |                              |                              |  |  |                              |                              |                              |                              |                              |                              |
| Luigi *1800 †? | Luigi *1800 †? | Luigi *1800 †? | Luigi *1800 †? | Luigi *1800 †? | Luigi *1800 †? |  |  | C. Lombardi *? †? | C. Lombardi *? †? | C. Lombardi *? †? | C. Lombardi *? †? | C. Lombardi *? †? | C. Lombardi *? †? |                 |                 | Teresa *1808 †?               | Teresa *1808 †?               | Teresa *1808 †?               | Teresa *1808 †?               | Teresa *1808 †?               | Teresa *1808 †?               |                       |                       | Rocco Sanpietro *1811 †? | Rocco Sanpietro *1811 †? | Rocco Sanpietro *1811 †? | Rocco Sanpietro *1811 †? | Rocco Sanpietro *1811 †? | Rocco Sanpietro *1811 †? |                             |                             | Angela *1818 †1870          | Angela *1818 †1870          | Angela *1818 †1870          | Angela *1818 †1870          | Angela *1818 †1870            | Angela *1818 †1870            |                               |                               | Sebastiano Camagna *1824 †?   | Sebastiano Camagna *1824 †?   | Sebastiano Camagna *1824 †?  | Sebastiano Camagna *1824 †?  | Sebastiano Camagna *1824 †?  | Sebastiano Camagna *1824 †?  |  |  |                              |                              |                              |                              |                              |                              |
| Luigi *1800 †? | Luigi *1800 †? | Luigi *1800 †? | Luigi *1800 †? | Luigi *1800 †? | Luigi *1800 †? |  |  | C. Lombardi *? †? | C. Lombardi *? †? | C. Lombardi *? †? | C. Lombardi *? †? | C. Lombardi *? †? | C. Lombardi *? †? |                 |                 | Teresa *1808 †?               | Teresa *1808 †?               | Teresa *1808 †?               | Teresa *1808 †?               | Teresa *1808 †?               | Teresa *1808 †?               |                       |                       | Rocco Sanpietro *1811 †? | Rocco Sanpietro *1811 †? | Rocco Sanpietro *1811 †? | Rocco Sanpietro *1811 †? | Rocco Sanpietro *1811 †? | Rocco Sanpietro *1811 †? |                             |                             | Angela *1818 †1870          | Angela *1818 †1870          | Angela *1818 †1870          | Angela *1818 †1870          | Angela *1818 †1870            | Angela *1818 †1870            |                               |                               | Sebastiano Camagna *1824 †?   | Sebastiano Camagna *1824 †?   | Sebastiano Camagna *1824 †?  | Sebastiano Camagna *1824 †?  | Sebastiano Camagna *1824 †?  | Sebastiano Camagna *1824 †?  |  |  |                              |                              |                              |                              |                              |                              |
|                |                |                |                |                |                |  |  |                   |                   |                   |                   |                   |                   |                 |                 |                               |                               |                               |                               |                               |                               |                       |                       |                          |                          |                          |                          |                          |                          |                             |                             |                             |                             |                             |                             |                               |                               |                               |                               |                               |                               |                              |                              |                              |                              |  |  |                              |                              |                              |                              |                              |                              |
|                |                |                |                |                |                |  |  |                   |                   |                   |                   |                   |                   |                 |                 |                               |                               |                               |                               |                               |                               |                       |                       |                          |                          |                          |                          |                          |                          |                             |                             |                             |                             |                             |                             |                               |                               |                               |                               |                               |                               |                              |                              |                              |                              |  |  |                              |                              |                              |                              |                              |                              |
|                |                |                |                |                |                |  |  |                   |                   |                   |                   |                   |                   |                 |                 |                               |                               |                               |                               |                               |                               | Pietro Prati *1782 †? | Pietro Prati *1782 †? | Pietro Prati *1782 †?    | Pietro Prati *1782 †?    | Pietro Prati *1782 †?    | Pietro Prati *1782 †?    |                          |                          | Annamaria Camerini *1800 †? | Annamaria Camerini *1800 †? | Annamaria Camerini *1800 †? | Annamaria Camerini *1800 †? | Annamaria Camerini *1800 †? | Annamaria Camerini *1800 †? |                               |                               |                               |                               |                               |                               |                              |                              |                              |                              |  |  |                              |                              |                              |                              |                              |                              |
|                |                |                |                |                |                |  |  |                   |                   |                   |                   |                   |                   |                 |                 |                               |                               |                               |                               |                               |                               | Pietro Prati *1782 †? | Pietro Prati *1782 †? | Pietro Prati *1782 †?    | Pietro Prati *1782 †?    | Pietro Prati *1782 †?    | Pietro Prati *1782 †?    |                          |                          | Annamaria Camerini *1800 †? | Annamaria Camerini *1800 †? | Annamaria Camerini *1800 †? | Annamaria Camerini *1800 †? | Annamaria Camerini *1800 †? | Annamaria Camerini *1800 †? |                               |                               |                               |                               |                               |                               |                              |                              |                              |                              |  |  |                              |                              |                              |                              |                              |                              |
|                |                |                |                |                |                |  |  |                   |                   |                   |                   |                   |                   |                 |                 |                               |                               |                               |                               |                               |                               |                       |                       |                          |                          |                          |                          |                          |                          |                             |                             |                             |                             |                             |                             |                               |                               |                               |                               |                               |                               |                              |                              |                              |                              |  |  |                              |                              |                              |                              |                              |                              |
|                |                |                |                |                |                |  |  |                   |                   |                   |                   |                   |                   |                 |                 |                               |                               |                               |                               |                               |                               |                       |                       |                          |                          |                          |                          |                          |                          |                             |                             |                             |                             |                             |                             |                               |                               |                               |                               |                               |                               |                              |                              |                              |                              |  |  |                              |                              |                              |                              |                              |                              |
|                |                |                |                |                |                |  |  |                   |                   |                   |                   |                   |                   |                 |                 |                               |                               |                               |                               |                               |                               |                       |                       | Renzo Borsalino *? †?    | Renzo Borsalino *? †?    | Renzo Borsalino *? †?    | Renzo Borsalino *? †?    | Renzo Borsalino *? †?    | Renzo Borsalino *? †?    |                             |                             | Rosa Veglio *? †?           | Rosa Veglio *? †?           | Rosa Veglio *? †?           | Rosa Veglio *? †?           | Rosa Veglio *? †?             | Rosa Veglio *? †?             |                               |                               |                               |                               |                              |                              |                              |                              |  |  |                              |                              |                              |                              |                              |                              |
|                |                |                |                |                |                |  |  |                   |                   |                   |                   |                   |                   |                 |                 |                               |                               |                               |                               |                               |                               |                       |                       | Renzo Borsalino *? †?    | Renzo Borsalino *? †?    | Renzo Borsalino *? †?    | Renzo Borsalino *? †?    | Renzo Borsalino *? †?    | Renzo Borsalino *? †?    |                             |                             | Rosa Veglio *? †?           | Rosa Veglio *? †?           | Rosa Veglio *? †?           | Rosa Veglio *? †?           | Rosa Veglio *? †?             | Rosa Veglio *? †?             |                               |                               |                               |                               |                              |                              |                              |                              |  |  |                              |                              |                              |                              |                              |                              |
|                |                |                |                |                |                |  |  |                   |                   |                   |                   |                   |                   |                 |                 |                               |                               |                               |                               |                               |                               |                       |                       |                          |                          |                          |                          |                          |                          |                             |                             |                             |                             | ↙                           |                             |                               |                               |                               |                               |                               |                               |                              |                              |                              |                              |  |  |                              |                              |                              |                              |                              |                              |
|                |                |                |                |                |                |  |  |                   |                   |                   |                   |                   |                   |                 |                 |                               |                               |                               |                               |                               |                               |                       |                       |                          |                          |                          |                          |                          |                          |                             |                             |                             |                             |                             |                             |                               |                               |                               |                               |                               |                               |                              |                              |                              |                              |  |  |                              |                              |                              |                              |                              |                              |
|                |                |                |                |                |                |  |  |                   |                   |                   |                   | Teresa *1832 †?   | Teresa *1832 †?   | Teresa *1832 †? | Teresa *1832 †? | Teresa *1832 †?               | Teresa *1832 †?               |                               |                               |                               |                               |                       |                       | Lazzaro *~1815 †1881     | Lazzaro *~1815 †1881     | Lazzaro *~1815 †1881     | Lazzaro *~1815 †1881     | Lazzaro *~1815 †1881     | Lazzaro *~1815 †1881     |                             |                             | Giuseppe *1834 †1900        | Giuseppe *1834 †1900        | Giuseppe *1834 †1900        | Giuseppe *1834 †1900        | Giuseppe *1834 †1900          | Giuseppe *1834 †1900          |                               |                               | Angela *1834 †?               | Angela *1834 †?               | Angela *1834 †?              | Angela *1834 †?              | Angela *1834 †?              | Angela *1834 †?              |  |  |                              |                              |                              |                              |                              |                              |
|                |                |                |                |                |                |  |  |                   |                   |                   |                   | Teresa *1832 †?   | Teresa *1832 †?   | Teresa *1832 †? | Teresa *1832 †? | Teresa *1832 †?               | Teresa *1832 †?               |                               |                               |                               |                               |                       |                       | Lazzaro *~1815 †1881     | Lazzaro *~1815 †1881     | Lazzaro *~1815 †1881     | Lazzaro *~1815 †1881     | Lazzaro *~1815 †1881     | Lazzaro *~1815 †1881     |                             |                             | Giuseppe *1834 †1900        | Giuseppe *1834 †1900        | Giuseppe *1834 †1900        | Giuseppe *1834 †1900        | Giuseppe *1834 †1900          | Giuseppe *1834 †1900          |                               |                               | Angela *1834 †?               | Angela *1834 †?               | Angela *1834 †?              | Angela *1834 †?              | Angela *1834 †?              | Angela *1834 †?              |  |  |                              |                              |                              |                              |                              |                              |
|                |                |                |                |                |                |  |  |                   |                   |                   |                   |                   |                   |                 |                 |                               |                               |                               |                               |                               |                               |                       |                       |                          |                          |                          |                          |                          |                          |                             |                             |                             |                             |                             |                             |                               |                               |                               |                               |                               |                               |                              |                              |                              |                              |  |  |                              |                              |                              |                              |                              |                              |
|                |                |                |                |                |                |  |  |                   |                   |                   |                   |                   |                   |                 |                 |                               |                               |                               |                               |                               |                               |                       |                       |                          |                          |                          |                          |                          |                          |                             |                             |                             |                             |                             |                             |                               |                               |                               |                               |                               |                               |                              |                              |                              |                              |  |  |                              |                              |                              |                              |                              |                              |
|                |                |                |                |                |                |  |  |                   |                   |                   |                   |                   |                   |                 |                 | Giovanni Battista *1866 †1926 | Giovanni Battista *1866 †1926 | Giovanni Battista *1866 †1926 | Giovanni Battista *1866 †1926 | Giovanni Battista *1866 †1926 | Giovanni Battista *1866 †1926 |                       |                       | ? Strada *? †?           | ? Strada *? †?           | ? Strada *? †?           | ? Strada *? †?           | ? Strada *? †?           | ? Strada *? †?           |                             |                             | Rosa *1860 †~1940           | Rosa *1860 †~1940           | Rosa *1860 †~1940           | Rosa *1860 †~1940           | Rosa *1860 †~1940             | Rosa *1860 †~1940             |                               |                               | Teresio *1867 †1939           | Teresio *1867 †1939           | Teresio *1867 †1939          | Teresio *1867 †1939          | Teresio *1867 †1939          | Teresio *1867 †1939          |  |  | Alessandra Drudi *1878 †1961 | Alessandra Drudi *1878 †1961 | Alessandra Drudi *1878 †1961 | Alessandra Drudi *1878 †1961 | Alessandra Drudi *1878 †1961 | Alessandra Drudi *1878 †1961 |
|                |                |                |                |                |                |  |  |                   |                   |                   |                   |                   |                   |                 |                 | Giovanni Battista *1866 †1926 | Giovanni Battista *1866 †1926 | Giovanni Battista *1866 †1926 | Giovanni Battista *1866 †1926 | Giovanni Battista *1866 †1926 | Giovanni Battista *1866 †1926 |                       |                       | ? Strada *? †?           | ? Strada *? †?           | ? Strada *? †?           | ? Strada *? †?           | ? Strada *? †?           | ? Strada *? †?           |                             |                             | Rosa *1860 †~1940           | Rosa *1860 †~1940           | Rosa *1860 †~1940           | Rosa *1860 †~1940           | Rosa *1860 †~1940             | Rosa *1860 †~1940             |                               |                               | Teresio *1867 †1939           | Teresio *1867 †1939           | Teresio *1867 †1939          | Teresio *1867 †1939          | Teresio *1867 †1939          | Teresio *1867 †1939          |  |  | Alessandra Drudi *1878 †1961 | Alessandra Drudi *1878 †1961 | Alessandra Drudi *1878 †1961 | Alessandra Drudi *1878 †1961 | Alessandra Drudi *1878 †1961 | Alessandra Drudi *1878 †1961 |
|                |                |                |                |                |                |  |  |                   |                   |                   |                   |                   |                   |                 |                 |                               |                               |                               |                               |                               |                               |                       |                       |                          |                          |                          |                          |                          |                          |                             |                             |                             |                             |                             |                             |                               |                               |                               |                               |                               |                               |                              |                              |                              |                              |  |  |                              |                              |                              |                              |                              |                              |
|                |                |                |                |                |                |  |  |                   |                   |                   |                   |                   |                   |                 |                 |                               |                               |                               |                               |                               |                               |                       |                       |                          |                          |                          |                          | Giulia *? †?             | Giulia *? †?             | Giulia *? †?                | Giulia *? †?                | Giulia *? †?                | Giulia *? †?                |                             |                             | Celestino Usuelli *1877 †1926 | Celestino Usuelli *1877 †1926 | Celestino Usuelli *1877 †1926 | Celestino Usuelli *1877 †1926 | Celestino Usuelli *1877 †1926 | Celestino Usuelli *1877 †1926 |                              |                              |                              |                              |  |  |                              |                              |                              |                              |                              |                              |
|                |                |                |                |                |                |  |  |                   |                   |                   |                   |                   |                   |                 |                 |                               |                               |                               |                               |                               |                               |                       |                       |                          |                          |                          |                          | Giulia *? †?             | Giulia *? †?             | Giulia *? †?                | Giulia *? †?                | Giulia *? †?                | Giulia *? †?                |                             |                             | Celestino Usuelli *1877 †1926 | Celestino Usuelli *1877 †1926 | Celestino Usuelli *1877 †1926 | Celestino Usuelli *1877 †1926 | Celestino Usuelli *1877 †1926 | Celestino Usuelli *1877 †1926 |                              |                              |                              |                              |  |  |                              |                              |                              |                              |                              |                              |
|                |                |                |                |                |                |  |  |                   |                   |                   |                   |                   |                   |                 |                 |                               |                               |                               |                               |                               |                               |                       |                       |                          |                          |                          |                          |                          |                          |                             |                             |                             |                             |                             |                             |                               |                               |                               |                               |                               |                               |                              |                              |                              |                              |  |  |                              |                              |                              |                              |                              |                              |
|                |                |                |                |                |                |  |  |                   |                   |                   |                   |                   |                   |                 |                 |                               |                               |                               |                               |                               |                               |                       |                       |                          |                          |                          |                          |                          |                          |                             |                             | Teresio *1914 †1983         | Teresio *1914 †1983         | Teresio *1914 †1983         | Teresio *1914 †1983         | Teresio *1914 †1983           | Teresio *1914 †1983           |                               |                               | Giovanna Raisini *1916 †2012  | Giovanna Raisini *1916 †2012  | Giovanna Raisini *1916 †2012 | Giovanna Raisini *1916 †2012 | Giovanna Raisini *1916 †2012 | Giovanna Raisini *1916 †2012 |  |  |                              |                              |                              |                              |                              |                              |
|                |                |                |                |                |                |  |  |                   |                   |                   |                   |                   |                   |                 |                 |                               |                               |                               |                               |                               |                               |                       |                       |                          |                          |                          |                          |                          |                          |                             |                             | Teresio *1914 †1983         | Teresio *1914 †1983         | Teresio *1914 †1983         | Teresio *1914 †1983         | Teresio *1914 †1983           | Teresio *1914 †1983           |                               |                               | Giovanna Raisini *1916 †2012  | Giovanna Raisini *1916 †2012  | Giovanna Raisini *1916 †2012 | Giovanna Raisini *1916 †2012 | Giovanna Raisini *1916 †2012 | Giovanna Raisini *1916 †2012 |  |  |                              |                              |                              |                              |                              |                              |

Legenda
|  |  |  |  |  |  |  |  |  |  |  |  | rapporto lavoro dipendente             |
|  |  |  |  |  |  |  |  |  |  |  |  |                                        |
|  |  |  |  |  |  |  |  |  |  |  |  | fondatore o proprietario cappellificio |

## Museo e archivio
Su iniziativa del Comune di Alessandria e della Borsalino S.p.A. nella primavera del 2006 è stato inaugurato un museo per ricordare le varie fasi storiche che hanno caratterizzato l'industria del cappello Borsalino.
Collocato nella storica Sala Campioni del Palazzo Borsalino, il Museo del cappello Borsalino comprende i campioni di tutti i copricapo prodotti dallo stabilimento a partire dal 1857, anno di fondazione, sino ai nostri giorni. L’esposizione (estremi cronologici: 1857 - 2000) propone ai visitatori circa 2 000 cappelli delle più diverse forme e colori esposti negli storici armadi in stile Chippendale disegnati da Arnaldo Gardella. Sono stati catalogati e scelti gli oggetti che hanno segnato le fasi della produzione, con la consapevolezza e l'intento di tutelare negli anni la storia, il patrimonio estetico e culturale dell’azienda.
Nel 2017 il museo è stato chiuso in attesa di trasferimento.
Il 4 aprile 2023, nel 166º anniversario della fondazione della manifattura, è stato inaugurato il nuovo "Borsalino Museum". Ospiti d'onore sono stati Anthony e Paul, rispettivamente figli di Alain Delon e Jean-Paul Belmondo protagonisti del film iconico Borsalino.

### Enciclopedie, dizionari
- Borsalino, in Treccani.it – Vocabolario Treccani on line, Roma, Istituto dell'Enciclopedia Italiana. URL consultato il 17 novembre 2021.
- Franco Bonelli, Teresio Borsalino, in Dizionario biografico degli italiani, vol. 13, Roma, Istituto dell'Enciclopedia Italiana, 1971. URL consultato il 17 novembre 2021.
- Borsalino, su gdli.it, Accademia della Crusca. URL consultato il 17 novembre 2021.

### Libri, pubblicazioni
- Luciano Ciravegna, I cappelli del Senatore, Alessandria, Comune di Alessandria, 2003.
- Alberto Ballerino, L'altra Borsalino, in Rassegna Economica della Provincia di Alessandria, n. 2, Alessandria, Camera di Commercio della Provincia di Alessandria, 2006,  pp. 39-45.
- Alberto Ballerino, La storia nel cappello - Alessandria e il Museo Borsalino, in Rassegna Economica della Provincia di Alessandria, n. 3, Alessandria, Camera di Commercio della Provincia di Alessandria, 2006,  pp. 31-34.

### Quotidiani, rotocalchi
- Filomena Greco, Borsalino verso la proroga dell’affitto alla Haeres di Philippe Camperio, in Il Sole 24 Ore, Milano, Gruppo 24 ORE, 30 maggio 2018. URL consultato il 17 novembre 2021.
- Borsalino pronta a sbarcare in Borsa: "Educheremo la Cina all'uso del cappello", in La Repubblica, Torino, GEDI Gruppo Editoriale, 13 luglio 2018. URL consultato il 17 novembre 2021.
- (FR) Tanissa Issad, Le Borsalino: qu'est-ce que c'est, avec quoi les porter, in Grazia, 20 ottobre 2013. URL consultato il 17 novembre 2021.
- Borsalino, il cappello di Hollywood, in Corriere della Sera. URL consultato il 4 ottobre 2017.
- Giacomo Leso, Borsalino, il fascino della leggenda, in l'Espresso, 23 ottobre 2006. URL consultato il 4 ottobre 2017.
- E Bogart telefonò a Borsalino. URL consultato il 4 ottobre 2017.
- (EN) The Borsalino, su icon-icon.com, Icon-Icon. URL consultato il 26 aprile 2023.
- Borsalino profumi e colonie, su fragrantica.it. URL consultato il 27 ottobre 2017.
- Borsalino, una nuova linea di occhiali da sole e da vista, su lastampa.it, 17 febbraio 2010. URL consultato il 27 ottobre 2017 (archiviato dall'url originale il 27 ottobre 2017).
- Andrea Montanari, Borsalino dice addio all'abbigliamento uomo, su mffashion.com, 5 maggio 2009. URL consultato il 27 ottobre 2017 (archiviato dall'url originale il 27 ottobre 2017).
- Casco Borsalino Tweed Winter, su motoblog.it, 18 ottobre 2008. URL consultato il 17 ottobre 2017.
- Orologi Collezione BORSALINO, su ilblogdegliorologi.com, 18 maggio 2008. URL consultato il 27 ottobre 2017 (archiviato dall'url originale il 27 ottobre 2017).
- Borsalino, sequestrati 190 milioni all’imprenditore del crac colossale, su corriere.it, 16 luglio 2016. URL consultato il 27 ottobre 2017.